# Eddy Angulu
Eddy Angulu, né le 10 octobre 1948 à Lemfu (République démocratique du Congo, alors Congo belge) et mort le 21 août 2013, est un homme d'État congolais (RDC). Sa première fonction officielle débute en 1997. Il est l'un des membres fondateurs du Parti du peuple pour la reconstruction et la démocratie (PPRD), le parti présidentiel, en 2001.

## Biographie

### Famille et formation
Eddy Angulu est le fils de Mabengi Salomon et Ndomba et grandit au Bandundu, dans l'ouest de le RDC. Il est issu d'une fratrie de cinq enfants.

#### Diplômes
Il est titulaire d'une licence en pédagogie obtenue à Kinshasa, d'un master en lettres obtenu à Genève et est docteur en sciences du langage à Lyon.

## Décorations

### Décoration française
- En Légion d'honneur : grand officier de l'ordre national du Mérite.

### Décorations congolaise à titre posthume
- Ordre national des Héros nationaux Kabila-Lumumba : grand officier

## Synthèse du parcours
De 1981 à 1997, il est réfugié en Suisse, en raison de la dictature de Mobutu. Il devient activiste et membre du Parti socialiste genevois, journaliste et écrivain. En 1997, il est rappelé par le président congolais de l'époque, Laurent Désiré Kabila. Il redevient professeur dès que ses fonctions politiques le lui permettent.

### Fonctions gouvernementales
Diverses missions auprès de l'exécutif : ambassadeur de la République démocratique du Congo auprès de la République française et de l'Unesco (2001-2005), ministre de l'Environnement et du Tourisme (1997-1999).

### Ouvrages d'Eddy Angulu
- Cas de conscience, 1974
- Les enfants de Mobutu et de Papa Wemba, 1991
- Adieu Mobutu, 1989. Dans lequel il critique la dictature de Mobutu.